# Valdepeñas de Jaén
Valdepeñas de Jaén er en by og kommune i det sydlige Spanien i provinsen Jaén. Den har et indbyggertal på 3.556 (2024) indbyggere.